# Kapla

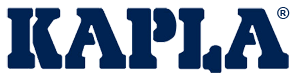
Logo stavebnice Kapla

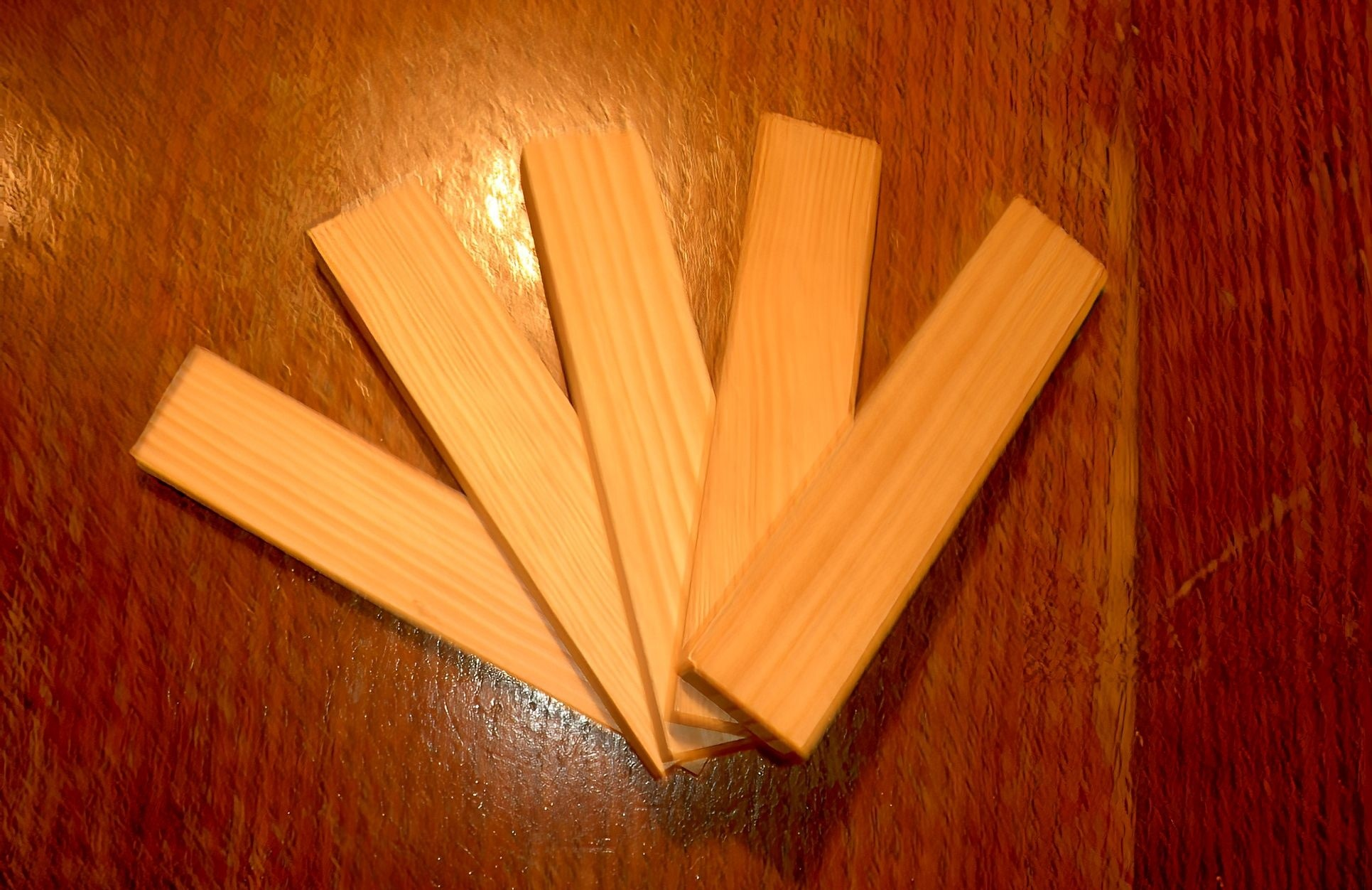
Jednotné prvky stavebnice Kapla

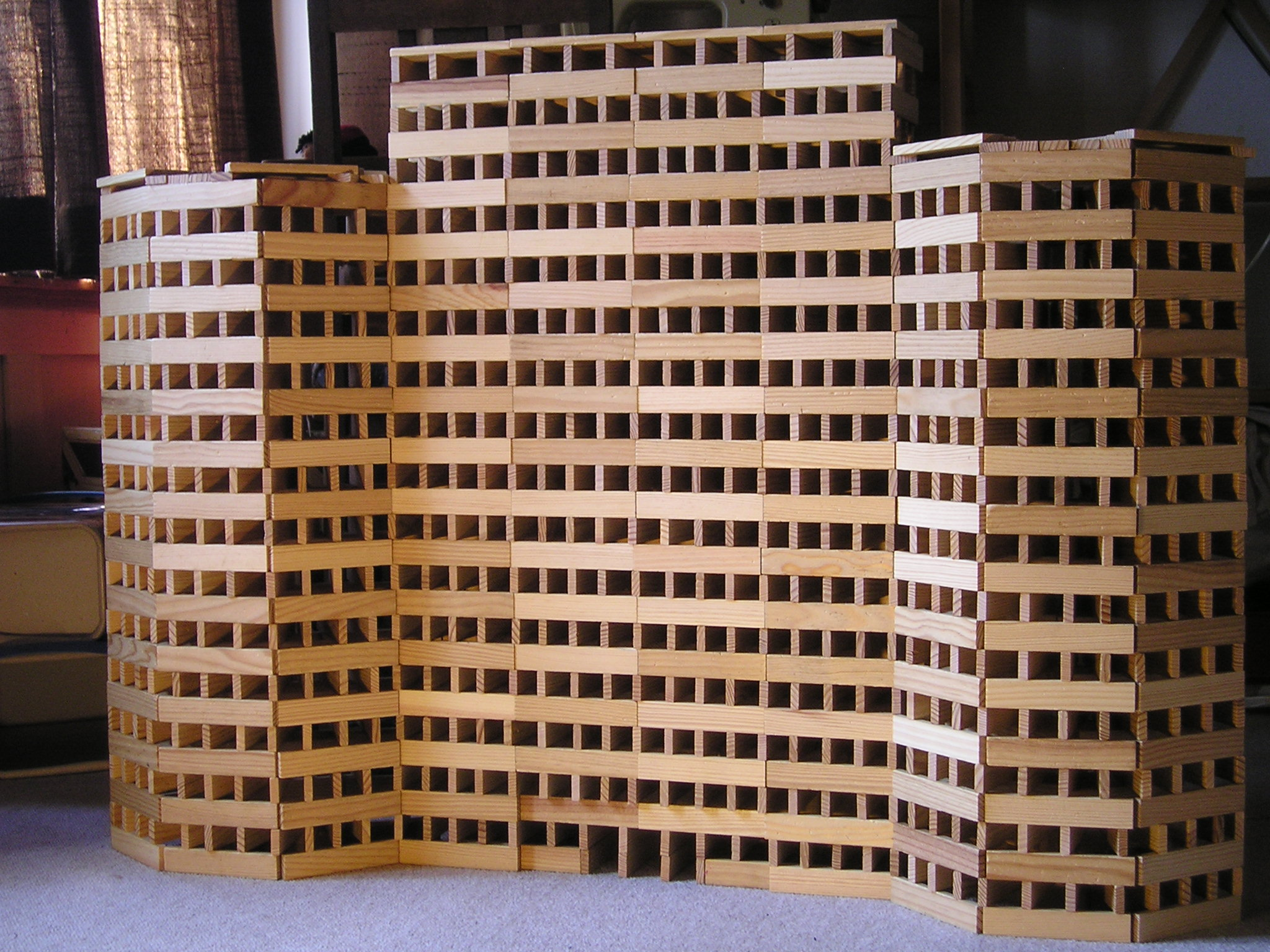
Budova vystavěná z konstrukčních prvků stavebnice Kapla

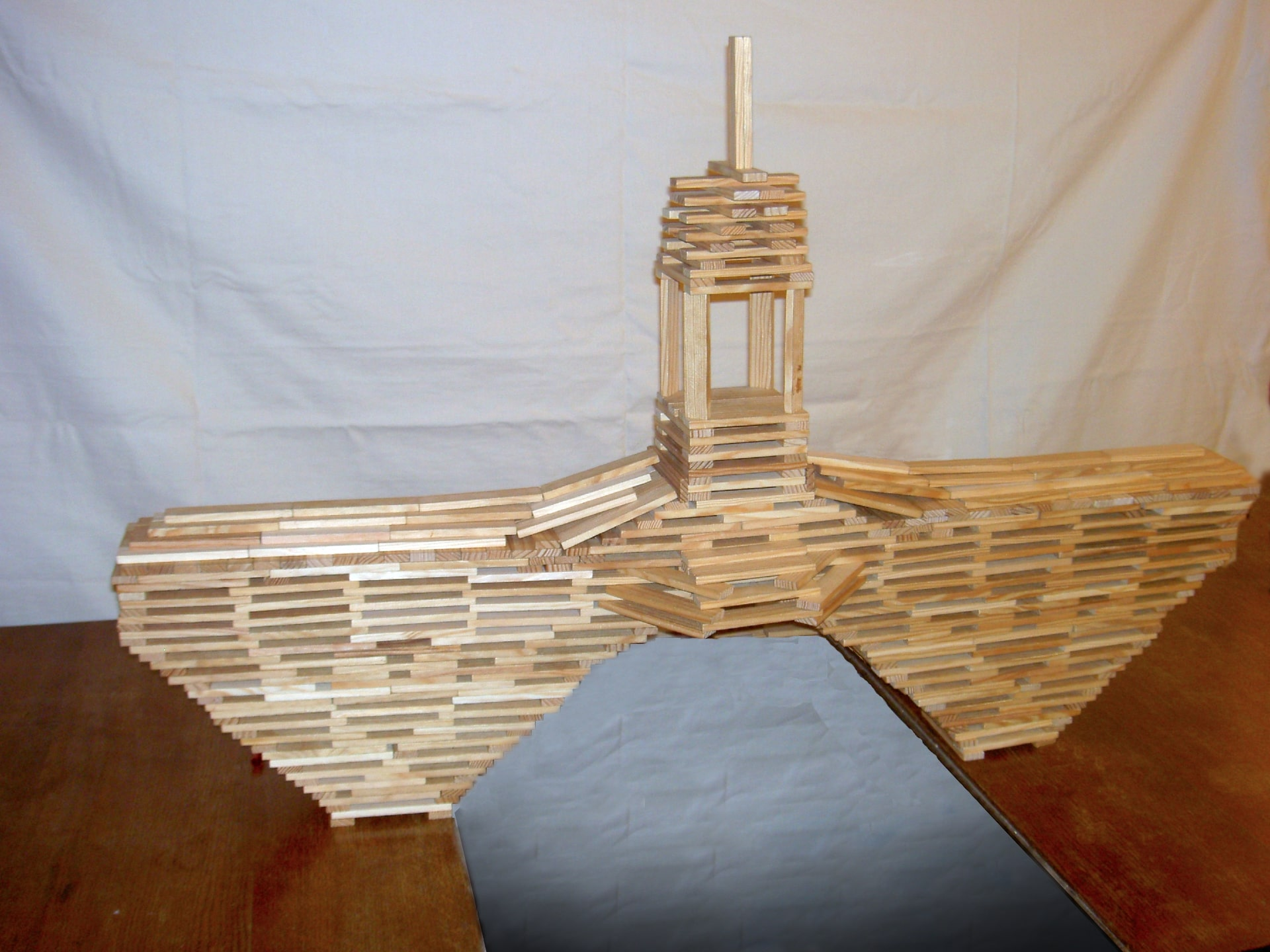
Mostní konstrukce ze stavebnice Kapla

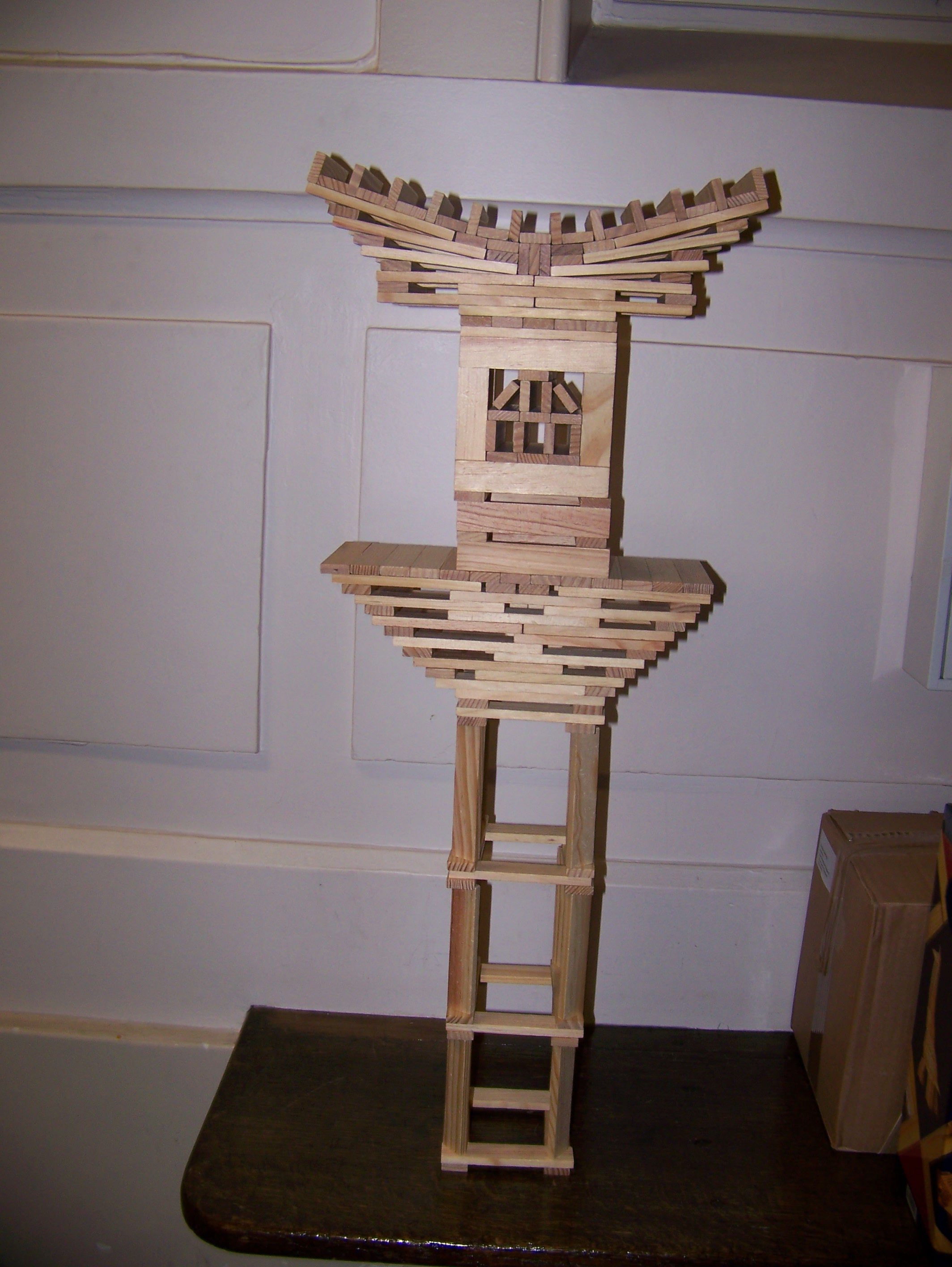
Čínská věž ze stavebnice Kapla

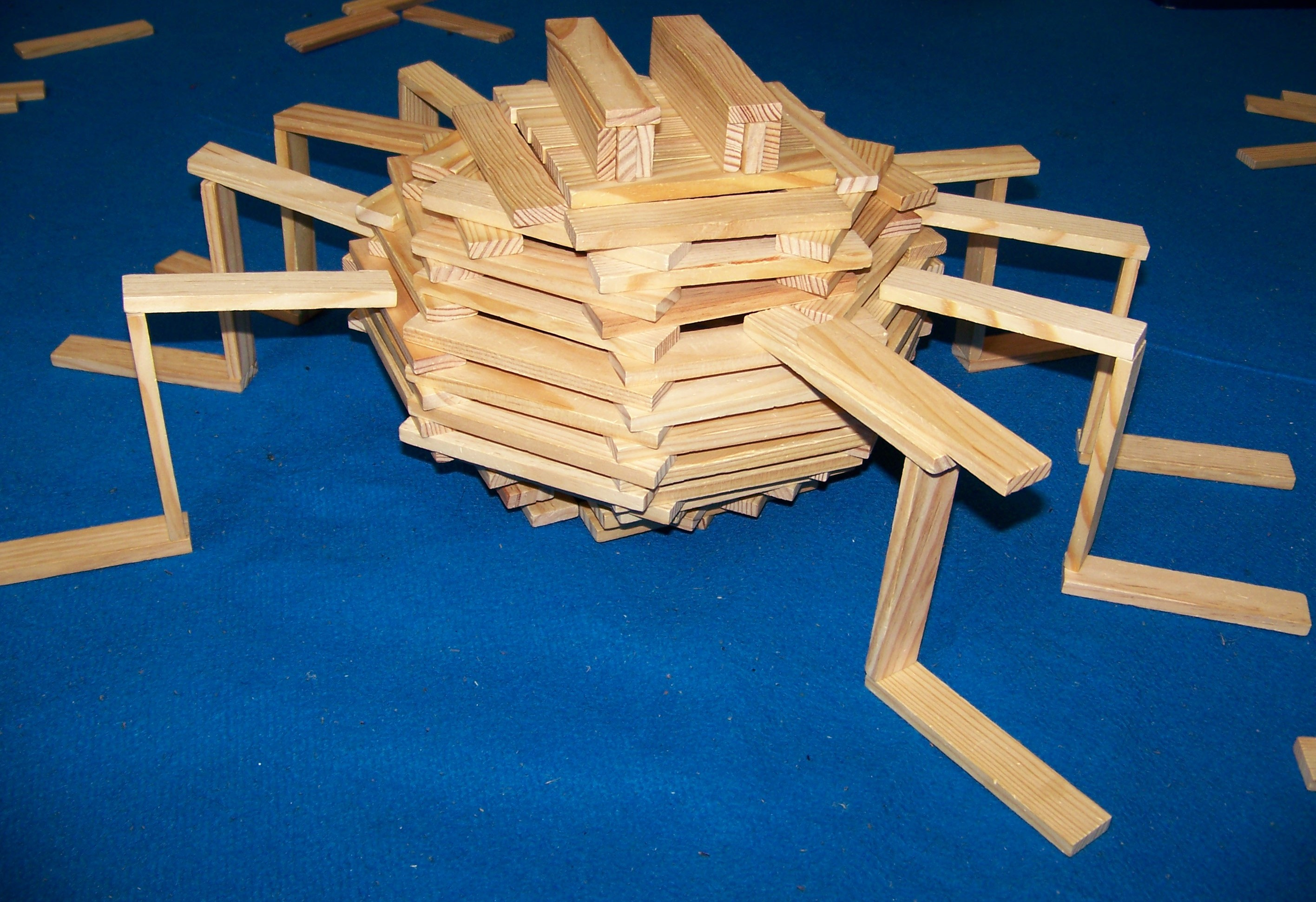
Pavouk ze stavebnice Kapla

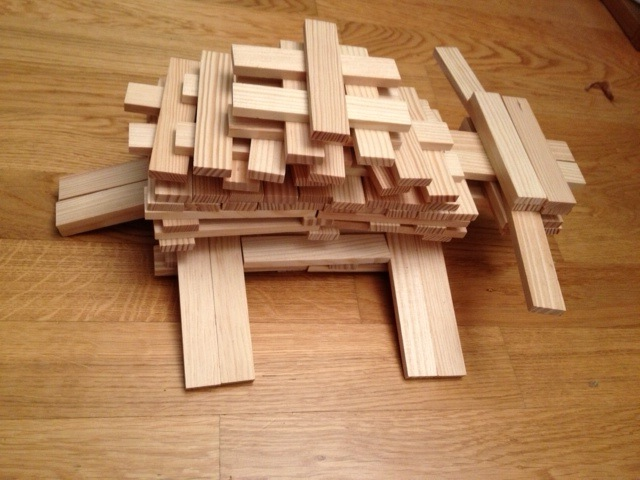
Želva ze stavebnice Kapla

Kapla je dřevěná stavebnice určená pro děti i dospělé skládající se jen ze stejných borovicových prkének o jednotných rozměrech (délka : šířka : tloušťka (výška) = 15 : 3 : 1) tedy konkrétně: 11,7 cm × 2,34 cm × 0,78 cm. Uvedené délkové poměry jsou odvozeny od reálně používaných stavebních prvků (překlady, střechy, podlahy), jež jsou známé svou stabilitou i při absenci jakýchkoliv spojovacích prvků. Primárně je ale stavebnice Kapla určena dětem, aby mohly bezpečně stavět, tvořit a experimentovat s plným využitím své fantazie. 

## Rozměry a hmotnost
Strany všech destiček jsou zarovnány seříznutím s přesností na desetinu milimetru. Tři „dlaždice“ Kapla položené naplocho na sebe jsou stejně vysoké jako je jedna dlaždice široká; pět dlaždic položených naplocho nebo patnáct dlaždic položených na hranu vedle sebe je stejně širokých jako je délka jedné dlaždice. Ve skutečnosti jsou dlaždice obvykle dlouhé 117,6 až 117,7 mm, čímž je dosažena kompenzace poněkud větších rozměrů předmětů reálného světa. To umožňuje kompenzovat malé výrobní nepřesnosti, drobné otřepy na hranách či malé vzduchové mezery mezi spojenými destičkami, které by se významným způsobem sčítaly a to hlavně v případě, kdy jsou destičky několikrát naskládány na sebe nebo seřazeny za sebou. Tento „trik“ zachovává co nejlepší „stohovatelnost“ a to i u velkých nebo vysokých konstrukcí, aniž by se tyto konstrukce nechtěně křivily (nebyly ortogonální) nebo se jakkoliv „viklaly“. 
Jedna destička má průměrnou hmotnost 11,9 gramů.

## Historie
Jméno stavebnice „KAPLA“ bylo odvozeno od zkrácené podoby nizozemského výrazu „kabouter plankjes“, což znamená „prkna pro skřítky“ (nebo také „skřítčí dřevo“). Stavebnici vynalezl v roce 1987 Holanďan Tom van der Bruggen – student dějin umění, jenž již od útlého věku doufal, že postaví hrad. Inspiroval se starou opuštěnou farmou na řece Tarn v jižní Francii (departement Aveyron). Farmu přestavěl do podoby svého vysněného zámku a to včetně vjezdu pro kočáry, fontán a věží. Aby si tehdy pětadvacetiletý stavitel Tom van der Bruggen lépe představil hotovou stavbu svého hradu, použil dřevěné kostky, ale brzy si uvědomil, že pro některé aspekty stavby (překlady, střechy a podlahy) nebudou tyto kostky ve tvaru krychle příliš vhodné a proto je nahradil dřevěnými „dlaždicemi“ – základními a jedinými prvky budoucí stavebnice Kapla.

## Montáž
Jednotlivé prvky stavebnice Kapla nevyžadují lepení ani žádný jiný spojovací materiál (šroubky, čepy, příchytky, apod.). Jednotlivé destičky se pokládají na sebe a na svých místech drží jen svoji vlastní vahou či rovnováhou (vybalancováním). V zásadě existují tři způsoby použití (kladení) destiček: 
- naplocho
- nastojato (tj. na nejdelší, podélnou hranu)
- vertikálně (tj. na nejkratší hranu)

Díky těmto variacím lze vytvářet různé konstrukční postupy a sestavy:
- dílky lze skládat na sebe jako cihly (a zapouštět je do sebe)
- dílky je možno stohovat a to buď jen prostě na sebe nebo je postupně ve vrstvách natáčet (jako točité schodiště)

Vzhledem k tomu, že dřevěné bloky jsou umístěny pouze nad sebou a nejsou k sobě nikterak připevněny, jsou možné pouze tzv. konzolové klenby namísto skutečných kleneb a pouze tzv. konzolové oblouky namísto skutečných oblouků.

## Komerční podpora
Na trhu je stavebnice Kapla k dispozici v přírodní barvě (neošetřené dřevo) či v mnoha barevných odstínech (v červené, oranžové, žluté, zelené, světle modré, tmavě modré, v černé a bílé a od roku 2012 také ve fialové a růžové) v sadách s velikostmi od 40 do 1000 prvků. Ke stavebnici existují čtyři výukové výtvarné knihy, které mají inspirovat děti k tomu, jak používat stavebnicové prvky a zároveň mají tyto knihy dětem pomoci v pochopení jedinečné a náročné povahy tohoto oboru lidské kreativní činnosti – stavebnictví. Cílem knih a návodů v nich uvedených je na jedné straně podpora používání geometrie, fyziky a techniky a na druhé straně přiblížení pochopení světa umění, forem a objemů.

## Rekordy
Výškový rekord 18,40 m, který byl stanoven 14. května 2016 v Lyonu, byl v platnosti dobrých pět let a jeho konstrukce z dílků stavebnice Kapla byla inspirována nejvyšším mrakodrapem světa Burdž Chalífa v Dubaji. Věž měla symetrický trojkřídlý průřez jako mrakodrap ve tvaru hvězdy a stavěl ji čtyřčlenný tým na horolezecké stěně. Celkem použitých 10 000 dílků mělo mít sumární hmotnost 130 kg.
Nejvyšší stavbu z kostek stavebnice Kapla postavila 28. června 2021 skupina čtyř skautů ve věku kolem 15 let z oddílu Saint-Jean Grenoble v těsné blízkosti nejvyšší francouzské kryté lezecké stěny ve východofrancouzském městě Mulhouse, která je vysoká 25 m. Věž, která se směrem k vrcholu postupně zužuje, dosáhla maximální výšky 18,76 m (z plánované výšky 21 m), čímž překonala rekord 18,40 m z roku 2016 (viz výše). Na celou stavbu bylo použito 11 200 Kapla prvků o celkové hmotnosti přibližně 120 kg a doba výstavby trvala čtyři dny poté, co mladíci strávili měsíce studiem stavební metody.
Byly postaveny i modely celých měst. Americké město Las Vegas vytvořil Holanďan z 21 504 dílků stavebnice Kapla.